# James Taylor
James Vernon Taylor (Boston, 12 maart 1948) is een Amerikaanse singer-songwriter en gitarist.

## Biografie
James Taylor werd geboren als zoon van Isaac en Gertrude Taylor. In 1966 begon hij met Danny Kortchmar en Joel O'Brien de band The Flying Machine. Ze namen een album op maar dit zou pas vier jaar na het uit elkaar gaan van de band uitkomen onder de naam James Taylor and the Original Flying Machine. In 1971 speelde hij de hoofdrol in de film Two Lane Blacktop van Monte Hellman.
In 1968, een jaar na het uiteenvallen van The Flying Machine, vertrok Taylor naar Londen waar hij een platencontract aangeboden kreeg door Apple Records. Later dat jaar kwam de elpee James Taylor uit in Engeland. Omdat dit album weinig succes bleek te hebben ging Taylor weer terug naar Amerika. Begin 1969 werd hetzelfde album daar ook uitgebracht. Ook tekende hij een platencontract bij Warner Music. In 1971 scoorde Taylor zijn grootste hit met het - door Carole King geschreven - nummer You've got a friend. Tevens maakte hij in dat jaar een uitstapje naar de filmindustrie door samen met Dennis Wilson (Beach Boys) de hoofdrol te spelen in de film Two-Lane Blacktop.
Op 3 november 1972 trouwde hij met Carly Simon met wie hij twee kinderen kreeg, maar van wie hij in 1983 zou scheiden.
Na het uitkomen van het album Sweet Baby James kreeg hij meer succes. Het album bereikte nummer 1 en bleef twee jaar lang een enorme bestseller. Hierna volgden nog enkele succesvolle albums waaronder zijn Greatest Hits. In 1976 stapte hij over van Warner Music naar Columbia Records.
In februari 1978 won Taylor een Grammy Award voor het nummer Handyman. In de jaren die volgden deed hij verschillende tournees en bracht hij albums uit als Dad Loves His Work en Flag.
In 1982 werd het iets rustiger rond Taylor. In oktober 1985 verscheen pas zijn nieuwe album That's Why I'm Here. Ook trouwde hij in dat jaar met Kathryn Walker. In mei 1995 ontving Taylor een eredoctoraat in muziek van de Berklee College of Music in Boston, Massachusetts. Het jaar daarop scheidde hij ook van Kathryn Walker.
Met Mark Knopfler deed hij een duet op het titelnummer van diens in september 2000 verschenen album Sailing to Philadelphia.
In het najaar van 2007 verscheen het livealbum One Man Band, een opname van zijn gelijknamige concerttour waarbij hij akoestisch speelde met alleen pianist Larry Goldings als ondersteuning. Als onderdeel van het Europese deel van deze tournee speelde Taylor op 5 april 2008 in de Heineken Music Hall in Amsterdam.
In 2008 kwam zijn nieuwe cover-cd uit, Covers genaamd, waarop hij onder andere Leonard Cohens Suzanne, The Temptations' It's Growing en nog 10 andere covers uitbracht. Deze werden in januari 2008 studio-live opgenomen in de schuur van Taylor met muzikanten als Louis Conte, Steve Gadd en Lou Marini. In 2009 bracht Taylor een extra cd uit met de niet eerder uitgebrachte liedjes die waren opgenomen tijdens dezelfde sessie. Hieronder zijn Chuck Berry's Memphis en Tom Waits' Shiver Me Timbers.
Taylor speelde in het voorjaar van 2011 een kleine gastrol in de zesde aflevering van de sitcom Mr. Sunshine. Hierin zong hij samen met Allison Janney het door Leon Russell geschreven lied A Song for You.
Het eerste optreden dat Taylor in Nederland verzorgde was midden jaren 80 in Theater Carré in Amsterdam.
Zoon Ben Taylor van James Taylor en Carly Simon is inmiddels net als zijn ouders een bekend singer-songwriter.

## Discografie

### Albums
| Album met eventuele hitnotering(en) in de Nederlandse Album Top 100 | Datum van verschijnen | Datum van binnenkomst | Hoogste positie | Aantal weken | Opmerkingen                 |
| ------------------------------------------------------------------- | --------------------- | --------------------- | --------------- | ------------ | --------------------------- |
| James Taylor                                                        | 1968                  | -                     |                 |              |                             |
| Sweet baby James                                                    | 1970                  | -                     |                 |              |                             |
| James Taylor and the original flying machine                        | 1971                  | -                     |                 |              |                             |
| Mud slide slim and the blue horizon                                 | 1971                  | -                     |                 |              |                             |
| One man dog                                                         | 1972                  | -                     |                 |              |                             |
| Walking man                                                         | 1974                  | -                     |                 |              |                             |
| Gorilla                                                             | 1975                  | -                     |                 |              |                             |
| In the pocket                                                       | 1976                  | -                     |                 |              |                             |
| Greatest hits                                                       | 1976                  | -                     |                 |              | Verzamelalbum               |
| JT                                                                  | 1977                  | -                     |                 |              | ook uitgebracht op sacd     |
| Flag                                                                | 1979                  | -                     |                 |              | ook uitgebracht op sacd     |
| Dad loves his work                                                  | 1981                  | -                     |                 |              | ook uitgebracht op sacd     |
| That's why I'm here                                                 | 1985                  | -                     |                 |              |                             |
| Never die young                                                     | 1988                  | -                     |                 |              |                             |
| New moon shine                                                      | 1991                  | -                     |                 |              |                             |
| Live                                                                | 1993                  | -                     |                 |              | Livealbum                   |
| Best live                                                           | 1994                  | -                     |                 |              | Livealbum                   |
| Hourglass                                                           | 1997                  | -                     |                 |              | ook uitgebracht op sacd     |
| Greatest hits volume 2                                              | 2000                  | -                     |                 |              | Verzamelalbum               |
| October road                                                        | 2002                  | 24-08-2002            | 40              | 7            | ook uitgebracht op sacd     |
| The best of James Taylor                                            | 2003                  | -                     |                 |              | Verzamelalbum               |
| James Taylor: A Christmas album                                     | 2004                  | -                     |                 |              |                             |
| James Taylor at Christmas                                           | 2006                  | -                     |                 |              |                             |
| One man band                                                        | 2007                  | 19-01-2008            | 90              | 1            |                             |
| Covers                                                              | 26-09-2008            | 04-10-2008            | 85              | 2            |                             |
| Sings covers                                                        | 2009                  | 04-07-2009            | 19              | 11           |                             |
| Live at the Troubadour                                              | 21-05-2010            | 29-05-2010            | 76              | 3            | met Carole King / Livealbum |
| Before This World                                                   | 12-05-2015 (EU)       | 20-06-2015            | 13              |              |                             |
| American Standards                                                  | 2020                  | -                     |                 |              |                             |

### Singles
| Single met eventuele hitnotering(en) in de Nederlandse Top 40 | Datum van verschijnen | Datum van binnenkomst | Hoogste positie | Aantal weken | Opmerkingen                                     |
| ------------------------------------------------------------- | --------------------- | --------------------- | --------------- | ------------ | ----------------------------------------------- |
| Fire and rain                                                 | 1970                  | 14-11-1970            | 24              | 3            | Nr. 18 in de Single Top 100                     |
| You've got a friend                                           | 1971                  | 28-08-1971            | 20              | 5            | Nr. 14 in de Single Top 100 / Alarmschijf       |
| (What a) Wonderful world                                      | 1978                  | 04-02-1978            | tip19           | -            | met Simon & Garfunkel                           |
| Her town too                                                  | 1981                  | 14-03-1981            | tip6            | -            | met J.D. Souther                                |
| Sailing to Philadelphia                                       | 26-02-2001            | -                     |                 |              | met Mark Knopfler / Nr. 73 in de Single Top 100 |

### NPO Radio 2 Top 2000
| Nummers met noteringen in de NPO Radio 2 Top 2000 | '99  | '00  | '01  | '02  | '03  | '04  | '05  | '06 | '07 | '08  | '09 | '10 | '11 | '12 | '13 | '14 | '15 | '16  | '17  | '18  | '19  | '20  | '21  | '22  | '23  | '24  |
| ------------------------------------------------- | ---- | ---- | ---- | ---- | ---- | ---- | ---- | --- | --- | ---- | --- | --- | --- | --- | --- | --- | --- | ---- | ---- | ---- | ---- | ---- | ---- | ---- | ---- | ---- |
| Fire and Rain                                     | 1359 | -    | 1408 | 1098 | 1152 | 1503 | 1297 | 820 | 987 | 1053 | 682 | 762 | 867 | 765 | 766 | 753 | 879 | 1201 | 1207 | 1672 | 1412 | 1429 | 1690 | 1657 | 1728 | 1822 |
| Sailing to Philadelphia (met Mark Knopfler)       | ×    | ×    | -    | -    | 942  | 427  | 367  | 405 | 515 | 513  | 458 | 393 | 479 | 670 | 582 | 733 | 764 | 1254 | 1317 | 866  | 824  | 944  | 891  | 902  | 974  | 1095 |
| You've got a friend                               | 678  | 1128 | 734  | 583  | 636  | 617  | 647  | 444 | 626 | 564  | 592 | 504 | 718 | 699 | 694 | 607 | 671 | 1010 | 930  | 1225 | 1162 | 1242 | 1439 | 1599 | 1637 | 1838 |

1. ↑  Een '-' betekent dat het nummer niet was genoteerd, een '×' betekent dat het nummer nog niet was uitgebracht en een vetgedrukt getal geeft de hoogste notering van een nummer aan.